# Lam Ching-ying
Lam Ching-ying (27 de desembre de 1952 - 8 de novembre de 1997) va ser un acròbata, actor, artista marcial i director d'acció de Hong Kong. Com a practicant d'arts marcials, Lam va protagonitzar diverses pel·lícules notables que van ser reconegudes fora de Hong Kong, com ara Encounters of the Spooky Kind, The Prodigal Son, Heroes Shed No Tears, i el seu paper més conegut a Mr. Vampire.